# بامبارابده دواینگاما
بامبارابده دواینگاما (به لاتین: Bambarabedde Devainnegama) یک منطقهٔ مسکونی در سری‌لانکا است که در استان مرکزی (سری‌لانکا) واقع شده‌است.